# 기상병
기상병(氣象病)은 고유의 의미의 기상병은 전선의 통과와 푄 현상과 같은 조건에 동반된다. 푄 현상 자체는 대한민국의 태백산맥과 소백산맥을 중심으로 비슷한 현상이 종종 나타나고 있다. 특히 봄과 가을에 이동성 고기압권 내에 들어갔을 때 이와 같은 현상이 나타나, 건조한 일기로 인하여 발아가 시작되는 봄에 많은 작물 피해를 입히고 있다.
푄 병이라고 불리고 있기는 하나 일종의 자율신경 불안정증세라고 말하는 것이 타당할 것 같다. 이에 반해서 전선의 통과는 고유의 기상병 발생과 가장 밀접한 관계가 있다. 관절 류머티즘 또는 신경통의 환자들이 대개 기상변화에 민감하여, 어느 정도 앞으로의 날씨를 미리 알 수 있다는 것은 예부터 알려져 있는 사실로서, 이것은 전선통과와 관련된다. 전선의 통과할 때에는 현저한 대기현상이 국지적으로 또 제한된 단시간 내에 일어난다.
한개의 전선 통과시의 각종 기상요소의 변화를 표시한 것으로서 각 요소가 거의 동시에 고유한 변화를 보이고 있다. 이것은 기상요소 단독의 변화만으로는 기상병을 유발하지 않는다는 사실과 잘 대응하고 있다. 최근에는 설비공학의 발전에 따라 비록 아직 불완전하기는 하지만, 어느 정도 지상의 기상조건을 재현시킬 수 있는 인공기상실을 만들어, 그 속에서 실험적인 기상병의 연구를 진행시키고 있다. 이와 같은 후자의 변화는 자연계에 바탕을 두고 생각해 보면, 대개 한랭전선의 통과 전에는 증상이 나빠졌다가 통과 후에는 몸이 경쾌해진다는 사실이 실험적으로 증명되었다.